# Поштанско писмо
Поштанско писмо у поштанском саобраћају је пошиљка код које је написана порука написана на папир и затворена у омотницу (коверту) на којој је написана адреса примаоца. Пошиљалац шаље писмо а поштански службеници га преносе и испоручују примаоцу.
Писмо се обично шаље поштом и на њега се лепе поштанске марке као доказ плаћања услуге а писмо и марка се оверавају печатом.